# 鲁菲娜阿尔法罗
鲁菲娜阿尔法罗是巴拿马圣米格利托区巴拿马省的一个城市，成立于2000年6月27日，2010年是人口为42,742。2000年时该市人口为25,239人。